# 刘房子站
刘房子站是一个京哈线上的铁路车站，位于吉林省公主岭市刘房子镇，建于1908年，目前为四等站，邮政编码为136103。目前客运：办理旅客乘降；行李、包裹托运；货运：办理整车、零担货物发到。